# Actinote crassinia
Actinote crassinia är en fjärilsart som beskrevs av Carl Heinrich Hopffer 1874. Actinote crassinia ingår i släktet Actinote och familjen praktfjärilar. Inga underarter finns listade i Catalogue of Life.